# Alfred Dürr
Alfred Dürr (* 3. März 1918 in Charlottenburg; † 7. April 2011 in Göttingen) war ein deutscher Musikwissenschaftler, der wesentlich zum Verständnis der Entstehungsgeschichte und Überlieferung der Werke Johann Sebastian Bachs beigetragen hat.

## Leben und Wirken
Dürr studierte von 1945 bis 1950 Musikwissenschaft und Klassische Philologie an der Universität Göttingen und wurde 1950 bei Rudolf Gerber mit einer Arbeit über die frühen Kantaten Johann Sebastian Bachs promoviert. Von 1951 bis zu seiner Pensionierung 1983 war er Mitarbeiter des Johann-Sebastian-Bach-Instituts in Göttingen, von 1962 bis 1981 dessen stellvertretender Direktor.
Über viele Jahrzehnte hinweg setzte sich Dürr intensiv mit den Werken Johann Sebastian Bachs auseinander. Im Mittelpunkt stand dabei die Entstehungsgeschichte der Werke, die Dürr mit Hilfe akribischer Untersuchung der Quellen zu erhellen versuchte. Er war Mitherausgeber der Neuen Bach-Ausgabe, einer historisch-kritischen Gesamtausgabe der Werke Johann Sebastian Bachs, die 2007 abgeschlossen wurde, sowie von 1953 bis 1974 mit Werner Neumann Herausgeber des Bach-Jahrbuchs. Dürr schrieb Bücher zum Kantatenwerk J. S. Bachs und zum Wohltemperierten Klavier, die auch über die musikwissenschaftliche Fachwelt hinaus Anklang bei einem breiteren Publikum fanden.

## Ehrungen
Alfred Dürr war seit 1976 Mitglied der Göttinger Akademie der Wissenschaften sowie Ehrendoktor der Humboldt-Universität zu Berlin, der Universität Oxford und des Baldwin-Wallace College in Berea (Ohio).

## Veröffentlichungen (Auswahl)
- Studien über die frühen Kantaten Johann Sebastian Bachs. Buchausgabe der Dissertation. Breitkopf & Härtel, Wiesbaden 1951. 2. erweiterte und verbesserte Ausgabe 1977.
- Die Kantaten von Johann Sebastian Bach. 1. Auflage: Bärenreiter & dtv, Kassel etc. 1971 (753 Seiten).
  - 5., überarbeitete Auflage mit dem Titelzusatz „… mit ihren Texten“: Bärenreiter, Kassel 1985 (1037 Seiten).
  - Ab der 7. Auflage (1999) unter dem Titel: Johann Sebastian Bach. Die Kantaten. 11. Auflage: Bärenreiter, Kassel 2013 (1037 Seiten).
  - Übersetzungen ins Englische (Oxford University Press) und Ungarische.
- Johann Sebastian Bach – Die Johannes-Passion: Entstehung, Überlieferung, Werkeinführung. 6. Auflage: Bärenreiter, Kassel 2011.
  - Übersetzung ins Englische (Oxford University Press).
- Johann Sebastian Bach. Das Wohltemperierte Klavier. 1. Auflage 1998. 5. Auflage: Bärenreiter, Kassel 2016.